# دارکوب اوکیناوا
دارکوب اوکیناوا (به ژاپنی: ノグチゲラ؛ نام علمی: Sapheopipo noguchii) گونه‌ای دارکوب است که بومی جزیرهٔ اوکیناوای ژاپن بوده و تنها عضو سردهٔ Sapheopipo به‌شمار می‌رود.

## مشخصات
این دارکوب دارای جثه‌ای متوسط (۳۱ سانتی‌متر) و به رنگ قهوه‌ای تیره است. نوک پرهای آن قرمز بوده و خال‌هایی سفید در نقاطی از بدنش دیده می‌شود. سر پرنده قهوه‌ای کم رنگ است و نرها تاجی قرمز تیره و ماده‌ها تاجی به رنگ قهوه‌ای متمایل به سیاه دارند.

## زیستگاه
دارکوب اوکیناوا در جنگل‌های نیمه‌گرمسیری که دارای درختان مرتفع پهن‌برگ و همیشه‌سبز بوده و حداقل ۳۰ سال عمر داشته باشند زندگی می‌کند. جفتگیری و لانه‌سازی در فاصلهٔ بین اواخر ماه فوریه تا مه صورت می‌گیرد.

## خطر انقراض
تخریب جنگل‌های زیستگاه دارکوب اوکیناوا که به منظور سد سازی، کشاورزی، استفاده از الوار و ساختن زمین‌های گلف صورت گرفته سبب کاهش شدید جمعیت این پرنده شده و آن را به‌طور بحرانی در خطر انقراض نسل قرار داده است. چنین تخمین زده می‌شود که کمتر از ۶۰۰ قطعه دارکوب اوکیناوا در طبیعت باقی مانده باشد.